# Vermont/Beverly (métro de Los Angeles)
Vermont/Beverly est une station du métro de Los Angeles desservie par les rames de la ligne B et située dans le quartier d'East Hollywood à Los Angeles en Californie.

## Localisation
Station souterraine du métro de Los Angeles, Vermont/Beverly est située sur la ligne B à l'intersection de Beverly Boulevard et de Vermont Avenue dans le quartier d'East Hollywood au nord-ouest du centre-ville de Los Angeles. La station est également non loin du quartier Wilshire Center (en), situé juste au sud du Beverly Boulevard. 

## Histoire
Vermont/Beverly a été mise en service le 12 juin 1999, à l'occasion de la deuxième phase d'extension de la ligne B.

## Service

### Accueil

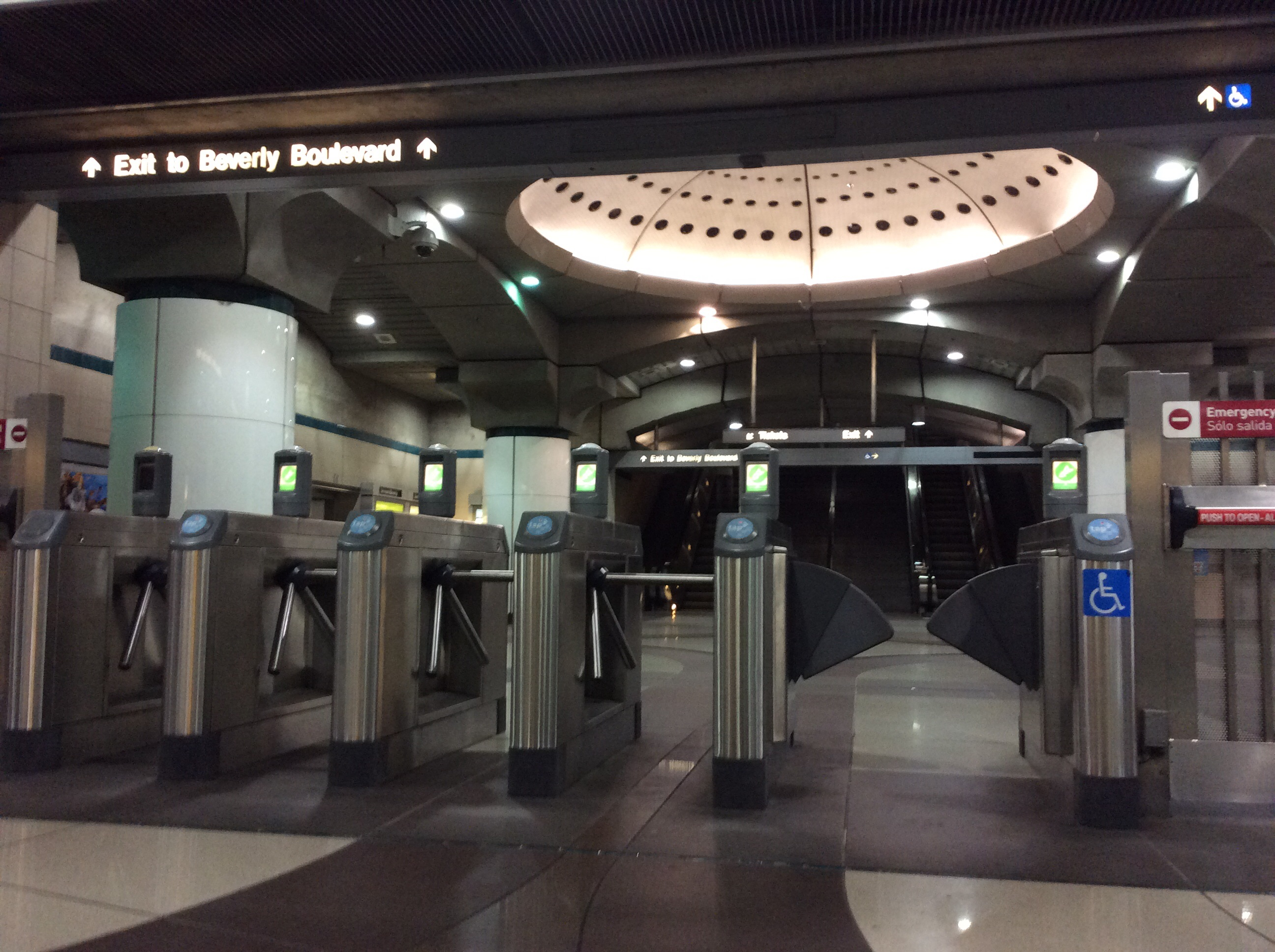
Tourniquets.
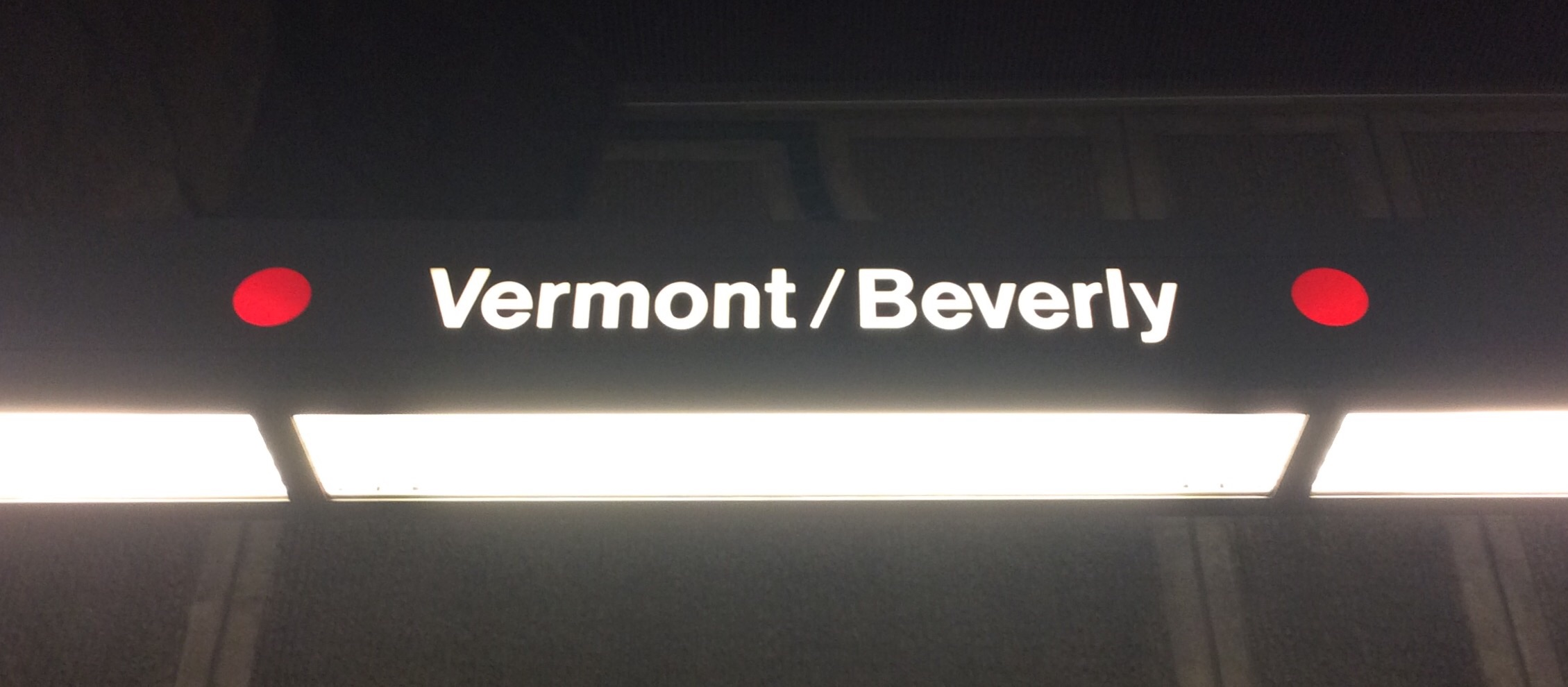
Signalétique.
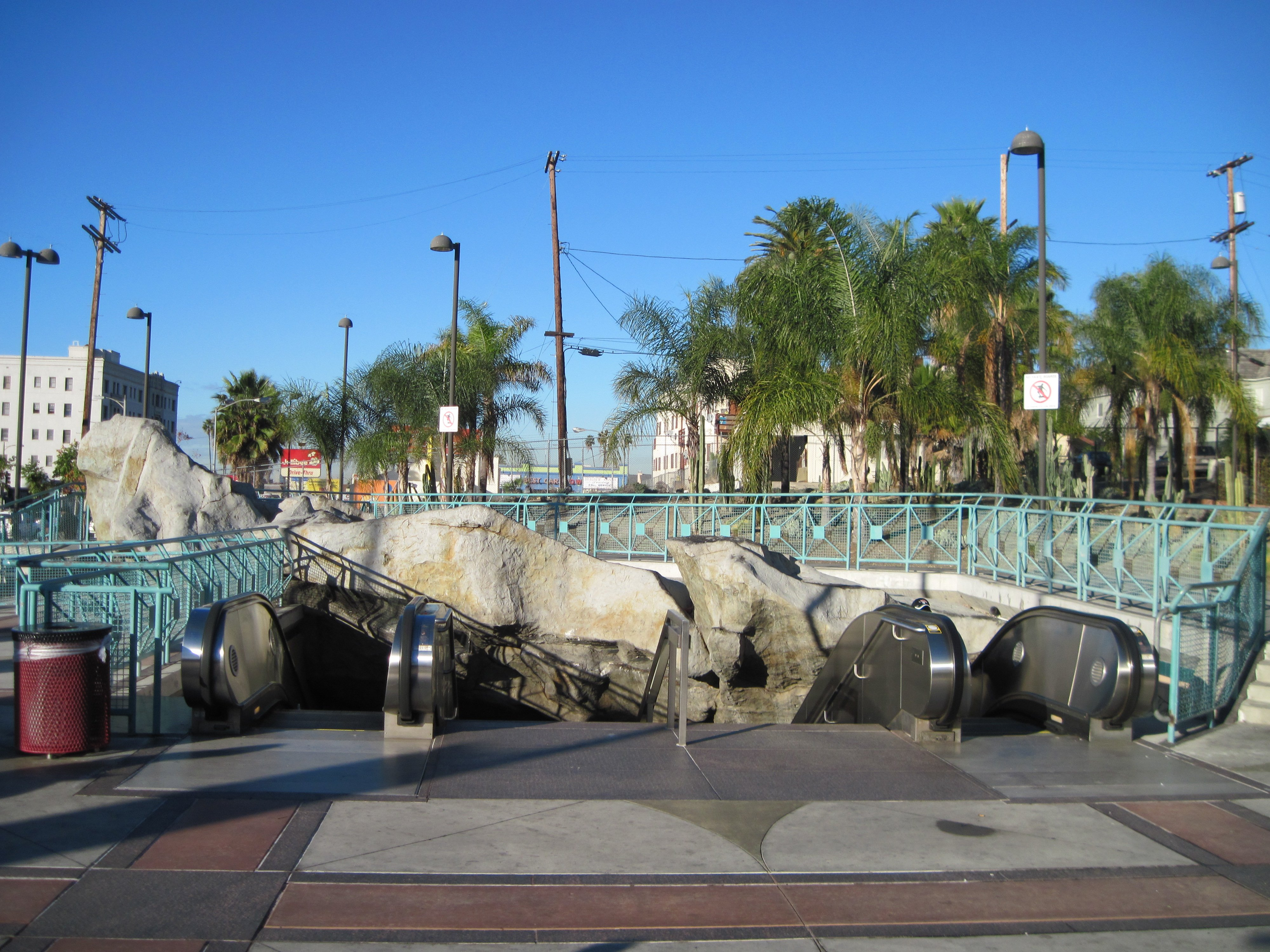
Extérieur de la station.

### Desserte
Vermont/Beverly est desservie par les rames de la ligne B du métro.

### Intermodalité
La station est desservie par les lignes d'autobus 10, 14, 204 et 754 de Metro.

## Architecture et œuvres d'art
L'architecture de la station est signée par l'artiste George Stone. Elle représente notamment des roches incrustées dans la structure de la station.